# Филье, Жильбер
Жильбер Филье (фр. Gilbert Filhet; ок. 1555 — 3 сентября 1633), сеньор де Ла-Кюре и Ларош-Тюрпен — французский генерал.

## Биография
Сын Жильбера де Филье, сеньора де Ла-Кюре, наместника в губернаторстве Вандомуа, и Франсуазы Эрро де Шеман.
В возрасте восьми лет потерял отца, убитого в бою с гугенотами. В 1589 году служил в роте шеволежеров короля Наваррского, направленной в Тур на помощь Генриху III, атакованному войсками герцога Майенского, и в бою 8 мая проявил большое мужество при обороне пригородов и баррикад. В составе объединенной армии участвовал в походе на Париж и осаде столицы.
В 1590 году во время осады Дрё обеспечил переправу у Рура, изгнав неприятеля из этого укрепления; в этом деле под ним была убита лошадь. Накануне битвы при Иври в бою с сорока шеволежерами противника под ним снова была убита лошадь, а в самом сражении Филье был ранен в руку.
В 1591 году служил при осадах Шартра и Нуайона, сопровождал короля, преследовавшего противника под Верденом, где участвовал в нескольких боях, после чего вместе с Генрихом IV вернулся к осажденному Руану. 1 апреля 1592 стал лейтенантом роты шеволежеров короля, 12-го особенно отличился при снятии осады, вырвав виконта де Тюренна из рук испанцев.
В 1593 году участвовал в осаде Эперне, в 1594-м в осаде Лана, в 1595-м в осаде Дижона и битве при Фонтен-Франсез, в 1596-м в осаде Ла-Фера, в 1597-м в осаде Амьена. В 1600 году принимал участие в завоевании Савойи и Бреса. В ходе этих кампаний известный своей доблестью Филье был во множестве боев (по выражению секретаря Пинара, «не было ни дня, когда бы он не сражался с каким-то из вражеских подразделений»), под ним было убито пять лошадей и он взял в плен два десятка офицеров.
Кампмаршал (10.04.1617), служил под командованием графа Овернского при осаде Суассона. Подтвержденный в должности патентом от 29 апреля 1619, отказался от роты шеволежеров королевской гвардии, где был капитан-лейтенантом.
31 декабря 1619 был пожалован в рыцари орденов короля.
В качестве кампмаршала участвовал в атаке укреплений сторонников Марии Медичи при Пон-де-Се (1620). 1 сентября того же года получил должность генерал-кампмейстера кавалерии. Сопровождал короля при осадах Сен-Жан-д'Анжели, Монтобана и Монёра (1621), Сент-Антонена и Монпелье (1622).
Участвовал в осаде Ла-Рошели в 1627—1628 годах, в июле 1628 отставлен от должности генерал-кампмейстера кавалерии и покинул военную службу.
Был государственным советником и капитаном пятидесяти тяжеловооруженных всадников.

## Семья
1-я жена: Мадлен Спифам (ум. 14.01.1621), дочь Жана III Спифама, сеньора де Биссо, государственного советника, и Маргерит де Лион, вдова Жана дю Фора д'Эрме, государственного советника
2-я жена: Жанна (Мари) Эннекен, дочь Никола III Эннекена, сеньора де Перре, королевского секретаря, и Рене Эннекен, вдова Жоржа Бабу де Лабурдезьера, графа де Сагона, капитана ста дворян Дома короля. Третьим браком вышла за Габриеля д'Арамбера, сеньора дез Уш, камергера Гастона Орлеанского и полковника его швейцарской гвардии
Оба брака были бездетными.